# Canton de Metz-Ville-3
Le canton de Metz-Ville-3 est une ancienne division administrative française située dans le département de la Moselle et la région Lorraine.
Le canton a été supprimé lors du redécoupage de 2014 entré en application lors des élections départementales de mars 2015.

## Géographie
Comprenant le centre commerçant de Metz et les quartiers sud de la ville, il correspond aux secteurs de Magny, de Metz-Centre, de la Nouvelle ville et du Sablon.

## Représentation

### Conseillers généraux de 1833 à 2015
| Période       | Période               | Identité                                              | Étiquette       | Qualité |
| ------------- | --------------------- | ----------------------------------------------------- | --------------- | --- |
| 1833          | 1835 (décès)          | Désiré Perruchot, Seigneur de Longueville (1790-1835) |                 | Commissaire des poudres à Metz |
| 1835          | 1848                  | Jean-Baptiste Charles Bouchotte                       |                 | Colonel, ancien député (1830-1831), propriétaire à Metz                                                                                         |
| 1848          | 1852 (décès)          | Charles Paul du Coëtlosquet                           | Droite          | Ancien garde du corps de la Maison du Roi Conseiller municipal de Metz Représentant du peuple (1849-1851)                                       |
| 1852          | 1867                  | Edouard Jaunez                                        |                 | Ingénieur et entrepreneur Maire de Metz (1850-1854)                                                                                             |
| 1867          | 1871                  | Jean-Augustin Barral                                  | Républicain     | chimiste, physicien et agronome |
| 1871          | 1919                  | Annexion allemande                                    |                 | |
| 1919          | 1938 (décès)          | Paul Vautrin                                          | URL-URD         | Adjoint puis maire de Metz (1924-1938) |
| 1938          | 1940                  | Jean Amos                                             | Union Nationale | Industriel - Directeur de brasserie Adjoint au Maire de Metz                                                                                    |
| 1940          | 1944                  | Annexion allemande                                    |                 | |
| 1945          | 1949                  | Jean Amos                                             | Union Nationale | Industriel - Directeur de brasserie Adjoint au Maire de Metz                                                                                    |
| 1949          | décembre 1970 (décès) | Raymond Mondon                                        | RI              | Magistrat Maire de Metz (1947-1970) Député (1946-1969) Secrétaire d'État (1955) Ministre (1969-1970)                                            |
| 1er mars 1971 | 1988                  | Jean-Marie Rausch                                     | CDP puis UDF    | Chef d'entreprise Maire de Metz de 1971 à 2008 Sénateur (1974-1988 et 1992-2001) Ministre (1988-1992) Président du Conseil Régional (1982-1992) |
| 1988          | 2015                  | Nathalie Griesbeck                                    | UDF puis MoDem  | Maître de conférence à l'Université de Metz Députée européenne (2004-2019) Ancienne Première Adjointe au Maire de Metz (1995-2004)              |

### Conseillers d'arrondissement (de 1833 à 1940)
Pas de conseillers d'arrondissement de 1919 à 1925.
| Période                                  | Période | Identité                         | Étiquette   | Qualité |
| ---------------------------------------- | ------- | -------------------------------- | ----------- | --- |
| 1833                                     |         | Maurice Moses Simon (1789-1867)  |             | Banquier à Metz                                                                                             |
|                                          |         |                                  |             | |
| 1852                                     |         | Jean-Baptiste Châtel (1795-1861) |             | Avoué à Metz                                                                                                |
|                                          |         |                                  |             | |
| 1925                                     | 1937    | Georges Samuel (1882-1964)       | Indépendant | Avocat à la Cour d'Appel, adjoint au maire de Metz, Président du consistoire israélite de la Moselle        |
| 1937                                     | 1940    | Henri Welter                     | PSF         | Commerçant                                                                                                  |
| 1940                                     |         |                                  |             | Les conseils d'arrondissement ont été suspendus par la loi du 12 octobre 1940 et n'ont jamais été réactivés |
| Les données manquantes sont à compléter. |         |                                  |             | |

## Composition
Le canton de Metz-Ville 3e Canton se compose d’une fraction de la commune de Metz. Il compte 38 399 habitants (population municipale) au 1er janvier 2012.
| Nom              | Code Insee | Intercommunalité      | Population (dernière pop. légale)                |
| ---------------- | ---------- | --------------------- | ------------------------------------------------ |
| Metz (chef-lieu) | 57463      | Eurométropole de Metz | Fraction : 38 399(2012) Commune : 117 619 (2014) |

## Démographie
| 1962 | 1968 | 1975 | 1982 | 1990 | 1999 | 2009 |
| ---- | ---- | ---- | ---- | ---- | ---- | ---- |
| -    | -    | -    | -    | -    | -    | -    |